# Yuta (Einheit)
Yuta, auch Yut (auch Aussprache), war ein Längenmaß für Wege im Königreich Siam. Das Maß entsprach der Meile oder dem Roeneng. Die Voua/Voah  oder Klafter als Referenz zu Yuta war ein im Lande gebräuchliches Maß. Das Maß (Klafter) war an einer Stange mit seinen Teilen aufgetragen. Die Stangenlänge war 878 Pariser Linien lang, etwa 1,98 Meter. Das entsprach 6 Fuß (engl.) plus 6 Zoll (engl.). Die Rückrechnung von bekannten Daten (= 3828 Meter oder 3862,334 Meter) vom Roeneng oder Yuta lässt das Maß zwischen 1,93 und 1,98 Meter pro Klafter variieren.
- 1 Yuta = 100 Sens = 3960 Meter
- 1 Sen = 20 Faden = 20 Voua/Klafter
- 1 Faden = 4 Fuß
- 1 Yuta = 2000 Voua